# Zingis radiolata
Zingis radiolata és una espècie de gastròpode eupulmonat de la família Helicarionidae. És terrestre i és un endemisme de Kenya. Es troba amenaçat d'extinció per la destrucció i degradació del seu hàbitat a causa de les sequeres, els incendis i la desforestació.